# 리버사이드 스타디움
리버사이드 스타디움(Riverside Stadium)은 잉글랜드의 축구 전용 경기장이다. 노스 요크셔 주의 도시 미들즈브러에 위치한 이 경기장은 1995년에 개장하였으며 수용 인원 34,742석 전체가 좌석이다. 지역팀 미들즈브러 FC의 홈 경기장으로 사용되고 있으며 한국에서는 이동국 선수가 한 때 몸 담았던 팀의 경기장으로 잘 알려져 있다.